# Rhytiphora farinosa
Rhytiphora farinosa là một loài bọ cánh cứng trong họ Cerambycidae.